# Budzma The Best Rock / Budzma The Best Rock/New
Budzma The Best Rock / Budzma The Best Rock/New ist ein Doppelkompilationsalbum von belarussischen Rockbands. Sowohl eingeladene Musiker als auch die Gewinner der Auswahl wurden in die Zusammenstellung aufgenommen. Die CDs wurde von der öffentlichen Bewegung „Werden Belarusians!“ (belarussisch Будзьма беларусамі!) zusammen mit dem Eurapejskaje Radyjo dlja Belarussi im November 2009 veröffentlicht, und einige Monate später erhielten alle UKW-Radiosender, Regional- und Bezirkskulturhäuser von Belarus sie. Der Kompilator und Mastering-Ingenieur ist Slawa Korań, der Frontmann der Band ULIS.

## Titelliste
| Nr. | Titel | Text                                  | Musik                                 | Cyrillic spelling | Länge |
| --- | --- | ------------------------------------- | ------------------------------------- | ----------------- | ----- |
| 1.  | Biełaja Ptuška (Impedance) |                                       |                                       | Белая птушка      | 3:41  |
| 2.  | Słuchaj Mianie (Krama) |                                       |                                       | Слухай мяне       | 3:21  |
| 3.  | Serca (Partyzone) |                                       |                                       | Сэрца             | 4:06  |
| 4.  | Guzik (Neuro Dubel) | Alexander Kullinkovitsch, Neuro Dubel | Alexander Kullinkovitsch, Neuro Dubel | Гузік             | 3:59  |
| 5.  | Vyjście (IQ48) |                                       |                                       | Выйсьце           | 3:52  |
| 6.  | Padarožža (ULIS) |                                       |                                       | Падарожжа         | 3:21  |
| 7.  | Jak Viecier (WZ-Orkiestra, Smizer Wajzjuschkewitsch) |                                       |                                       | Як вецер          | 4:55  |
| 8.  | Try Soncy (Indiga) |                                       |                                       | Тры сонцы         | 2:37  |
| 9.  | Katuj-Ratuj (N. R. M.) |                                       |                                       | Катуй-ратуй       | 5:12  |
| 10. | Stary Sabaka (Krama) | Smizer Lukaschuk                      | Ihar Waraschkewitsch                  | Стары сабака      | 5:12  |
| 11. | 1-2-3 (Zet) |                                       |                                       | 1-2-3             | 3:03  |
| 12. | Vitalnaja (Pomidor/off) |                                       |                                       | Вітальная         | 3:27  |
| 13. | Ja Tanču (ULIS) |                                       |                                       | Я танчу           | 4:08  |
| 14. | Svaboda (Neuro Dubel [belarussische Coverversion des Liedes „polnisch Kocham wolność“ vom Album „O! Ela“ der Band Chłopcy z Placu Broni auf Text von Michail Anempadystau]) | Michail Anempadystau                  | Alexander Kullinkovitsch, Neuro Dubel | Свабода           | 3:01  |
| 15. | Čufut Kale (ZERO-85) |                                       |                                       | Чуфут Кале        | 5:51  |
| 16. | Tvoj Son (žygimont VAZA) |                                       |                                       | Твой сон          | 4:19  |
| 17. | Svabody Hłytok (N. R. M.) |                                       |                                       | Свабоды глыток    | 3:01  |
| 18. | Jak Pišču Strału (Znich) |                                       |                                       | Як пушчу стралу   | 4:38  |

| Nr. | Titel | Text          | Musik             | Cyrillic spelling                                        | Länge |
| --- | --- | ------------- | ----------------- | -------------------------------------------------------- | ----- |
| 1.  | Bałada (Litvintroll) |               |                   | Балада                                                   | 4:14  |
| 2.  | Chroniki Smutnaha Časy (Imprudence) |               |                   | Хронікі смутнага часу                                    | 4:55  |
| 3.  | Brudnaja Dziaŭčyna (Re1ikt) |               |                   | Брудная дзяўчына                                         | 4:35  |
| 4.  | Da Sinih Skałaŭ (Esprit) |               |                   | Да сініх скалаў                                          | 2:46  |
| 5.  | Nienavidžu (Holaja Manaška) |               |                   | Ненавіджу                                                | 2:56  |
| 6.  | Śpi, Moj Kraj (Hliuki) |               |                   | Спі, мой край                                            | 3:43  |
| 7.  | Pieśnia Choć Treśni (Wanted) |               |                   | Песня хоць трэсні                                        | 3:10  |
| 8.  | 224022 (VS[RIP]) |               |                   | 224022                                                   | 2:40  |
| 9.  | Małpy (Ban-Žvirba) |               |                   | Малпы                                                    | 3:36  |
| 10. | Ciańki (Hair Peace Salon [belarussische Coverversion des Liedes „englisch Gipsy“ vom Album „Split Before, Together Now“ auf übersetzten Text von Wital Woranau.]) | Wital Woranau | Hair Peace Salon  | Цянькі                                                   | 3:44  |
| 11. | Pustoje Śviatło (Glofira) | Wika Trenas   | Siarhei Sotschnew | Пустое святло                                            | 3:50  |
| 12. | Nie Pakidaj Mianie Tut (Ad Imia Trahična Zahinułaj Alony Ja.) (Holaja Manaška)                                                                                    |               |                   | Не пакідай мяне тут (Ад імя трагічна загінулай Алены Я.) | 3:55  |
| 13. | Niečakana (Tarpach) |               |                   | Нечакана                                                 | 4:45  |
| 14. | Pachnie Čabor (Litvintroll) |               |                   | Пахне чабор                                              | 2:53  |
| 15. | Pij Da Dna (In Search For) |               |                   | Пей да дна                                               | 4:07  |
| 16. | Cukierka (Cukierka) |               |                   | Цукерка                                                  | 4:07  |
| 17. | Nažy (Re1ikt) |               |                   | Нажы                                                     | 1:48  |
| 18. | Znajdzi Mianie (Esprit) |               |                   | Знайдзі мяне                                             | 3:03  |

## Rezeption
Aleh Michalewitsch, Chef von Radio „Staliza“, hob „hochwertige inländische belarussische Kompositionen!“ in einem Brief an „Werden Belarusians!“ hervor. Der Chefdirektor von Radio Belarus Naum Halperowitsch dankte für die CD, die „Interesse sicherlich weckte“, ebenfalls. Die Regisseurin des Radiosenders „Kultura“ Kazjaryna Aheewa berichtete, dass besonders gefiel ihr das Kompilationsalbum des belarussischen Rocks und die Musikredakteure ihres Radiosenders die hervorragende Qualität der Aufnahmen anerkannten und die Kompositionen daher gerne im Sendernetz ausstrahlten.
Mehrere Songs des Kompilationsalbums wurden in den Tuzin.fm-Charts präsentiert: „Jak Viecier“ (WZ-Orkiestra, Smizer Wajzjuschkewitsch) („Megatour-2008“), „Znajdzi Mianie“ (Esprit) („Megatour-2009“), „Da Sinih Skałaŭ“ (Esprit), „Ciańki“ (Hair Peace Salon) (alle „Megatour-2010“).
Das Lied „Vyjście“ von IQ48 wurde in der Liste der „100 größten belarussischen Lieder“ ausgewählt, die 2015 von Tuzin.fm präsentiert wurde.